# 台灣建國聯盟
台灣建國聯盟，簡稱台建，是中華民國的第116個政黨，成立於2005年12月10日，主席吳清曾任建國黨國民大會代表，副主席李政憲曾任建國黨決策委員。台建認為，台灣海峽兩岸的敵對是中華民國與中華人民共和國之間的敵對，與台灣無關。台建宣稱，台灣必須獨立建國，「把中華民國趕出台灣」。
台建與名稱相似的台灣獨立建國聯盟（台獨聯盟）及台灣建國運動組織（台建組織）均無關聯。

## 黨史

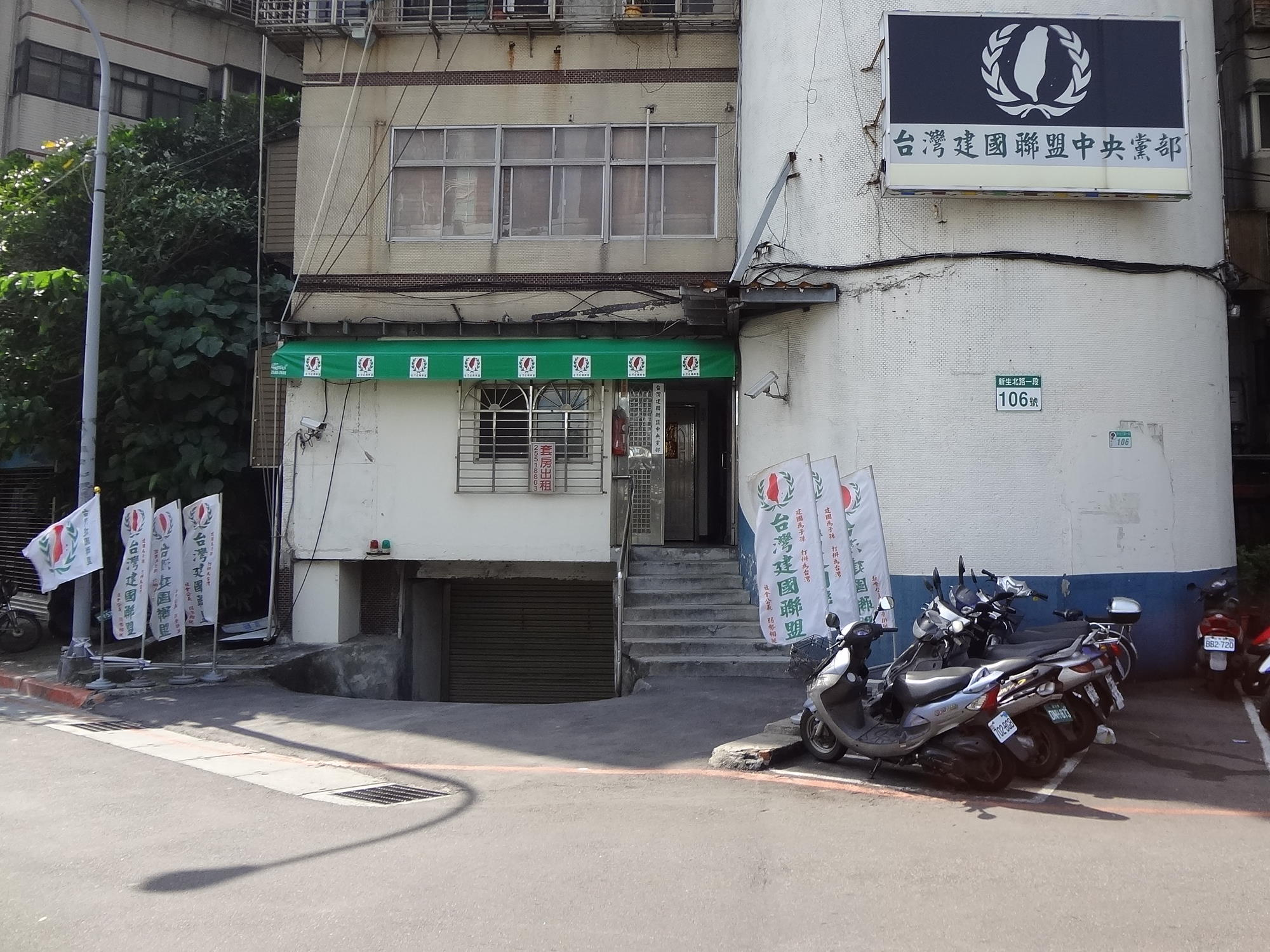
台灣建國聯盟中央黨部

2005年12月10日，台灣建國聯盟成立，當時中央黨部設於臺北縣中和市中正路755號2樓；2005年12月27日，台建向內政部民政司備案。
2006年1月27日，台建向行政院陳情，爭取敬老福利生活津貼每月新台幣13500元。在2006年中華民國直轄市市長暨市議員選舉中，台建派出前行政院顧問黃萬閎與前民主進步黨台北市黨部主任委員黃慶林分別於高雄市第三、第五選舉區參選高雄市議員，但分別以6013票、902票落選。
2006年8月15日，台建集結三百多位民眾到國家通訊傳播委員會（NCC）台北市延平南路辦公室抗議，要求NCC解散。台建主席吳清說，NCC委員產生方式已經被司法院大法官以釋字第613號解釋宣告違憲，他要求NCC立即解散，否則下次他會動員更多民眾來NCC抗議；民進黨三位立法委員顏文章、林國慶、黃偉哲也在現場要求NCC九位委員請辭下台，顏文章遞交抗議書給NCC秘書室主任蕭祈宏。
2006年12月14日，台建與建國黨號召近百人至NCC抗議，批評NCC委員產生方式違憲、NCC是「違憲機關」。
2007年12月2日，2008年中華民國立法委員選舉臺北縣第四選舉區台灣團結聯盟提名候選人鄭豪於臺北縣新莊市成立競選總部，吳清與建國黨主席黃千明等人出席鄭余豪競選總部成立大會。
2007年12月8日上午，2008年中華民國立法委員選舉臺北縣第十二選舉區無黨籍候選人廖學廣於臺北縣汐止市大同路二段成立競選總部，台建代表人出席廖學廣競選總部成立大會並上台助講。
2008年5月12日，李政憲說，台建已號召兩百輛遊覽車民眾，將於本月20日中華民國總統馬英九就職國宴當天到國宴所在地高雄市遊行宣揚「反統一、護台灣、建立台灣國」理念，不是要嗆馬，而是要讓外賓了解台灣人民想要獨立建國的態度；他說，若高雄市政府警察局不核准台建遊行，本月14日他將到高雄市政府前絕食抗議。
2009年9月8日，前908台灣國運動總會長王獻極於台北市凱達格蘭大道舉行記者會，遭李政憲與蔡慶松當場指控「募款都募到自己口袋裡」；事後，王獻極撰文駁斥。
2009年11月5日深夜，當時位於臺北縣中和市中正路的台建中央黨部被臺北縣政府警察局刑事警察大隊攻堅查獲經營地下賭場，糾眾賭博者4人與賭客14人被逮捕，大批百家樂賭具被查扣；為免打草驚蛇，這次攻堅完全未通知臺北縣政府警察局中和分局；台建表示，因為白天提供中央黨部給黨工聚會，晚上並沒有多加管制中央黨部出入，不料部分黨工趁著晚上在中央黨部賭博，中央黨部也不知情。
2010年12月25日，吳清出席台灣國辦公室主辦的「建國兮時機與實踐」座談會台北場。
2011年4月至5月間，吳清利用陽明山上的空屋架設地下電台，播放《妙音之聲》等廣播節目販賣巴西蘑菇並誆稱「加強免疫系統，萬病不侵」，被NCC告發；臺灣士林地方法院一審判決，依違反《健康食品管理法》判處吳清有期徒刑5個月，依違反《電信法》判處吳清拘役50天，得易科罰金；2014年5月20日，法院駁回吳清上訴。
2013年8月14日下午，台建、台灣釣魚台光復會、中華國家法治改造促進會等保釣運動團體在立法院舉行「還我釣魚台，共肇亞洲和平」記者會，吳清指出：日本军事占领釣魚台，過幾年就會侵占台灣，非常可惡；如果釣魚台落入日本手裡，中華人民共和國絕對會插手，到時東亞一定會爆發戰爭，所以他們一定要光復釣魚台；如果日本不把釣魚台還給台灣，一定會有很多台灣人自殺。
2013年10月9日下午，台建到台北市中山區八德路二段中國國民黨中央委員會抗議，吳清在宣傳車上演講時公開支持中國國民黨主席馬英九在王金平關說柯建銘案爭議中的立場，主張馬英九應堅持把關說案真相查清楚，並率領在場台建成員高喊「馬英九加油」；前民主進步黨大老張俊宏也在場大談保釣運動，現場台建人士還高舉「還我釣魚台，大家一起來」標語。

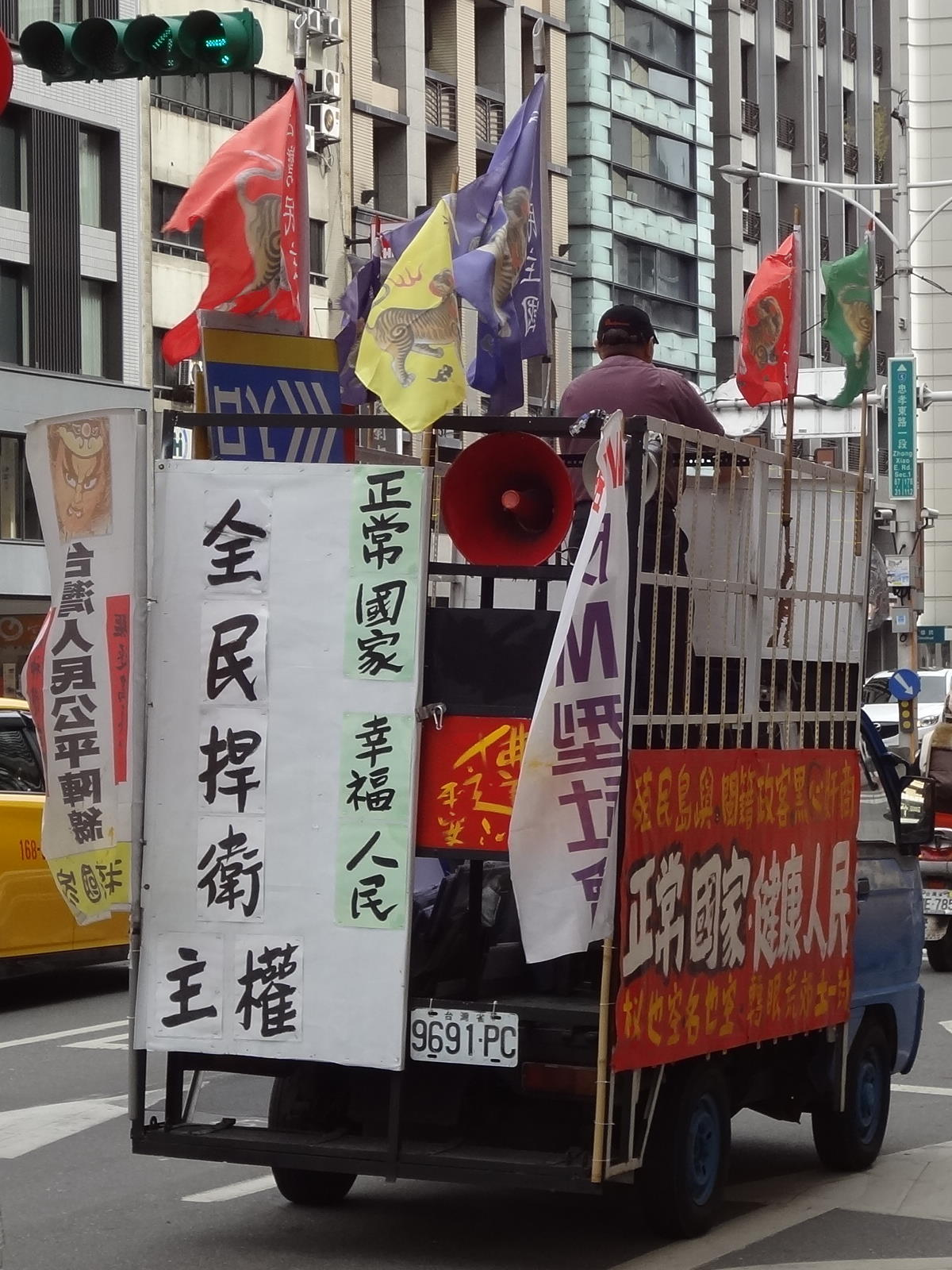
2013年10月9日，台建到中國國民黨中央委員會抗議時，吳清乘坐的宣傳車

2013年10月16日下午，台北市政府警察局中山分局在台北市中山區松江路台建組織部黨員黨友聯誼會會場查獲47歲林姓男子等17人正在打麻將，查扣賭資、賭具及監視器等證物，依賭博罪帶回偵辦。同月17日下午，台建與台灣民族黨帶領十多人開著宣傳車、持布條標語到中山分局，指控中山分局非法取走台建黨產，要求中山分局抗議及要求道歉；中山分局警員舉牌警告台建本次集會未經合法申請，吳清見狀宣布解散，台建十多人隨宣傳車離去；中山分局表示，該局接獲民眾檢舉，指稱台建組織部黨員黨友聯誼會會場實際暗中經營麻將地下賭場、並以籌碼代替現金讓不特定人士聚賭，所以才前往取締、並將在現場賭博的47歲林男等17人依賭博罪帶回偵辦，一切都是依法取締，程序合法。
2015年3月23日，台建與人民民主陣線等團體組成的團體「全民搶救600億行動」到臺灣臺北地方法院檢察署與保險安定基金總部大樓，抗議保險安定基金於本日標售國寶人壽與幸福人壽，與現場警力對峙，並一度衝撞保險安定基金總部大樓一樓大門，氣氛緊張。2015年3月27日，保險安定基金舉行國寶人壽與幸福人壽營業讓與簽約儀式，台建與人民民主陣線等團體組成的「全民反對錢坑行動聯盟」赴保險安定基金總部抗議；全民反對錢坑行動聯盟要求，簽約無效、金融監督管理委員會主任委員曾銘宗下台、保險安定基金將賠付款新臺幣303億元改列借款；保險安定基金董事長朱雲鵬回應，保險安定基金財源主要來自金融業營業稅及保險業保單銷售提撥金額，賠付財源來自金融業，是「自己的金融自己救」。

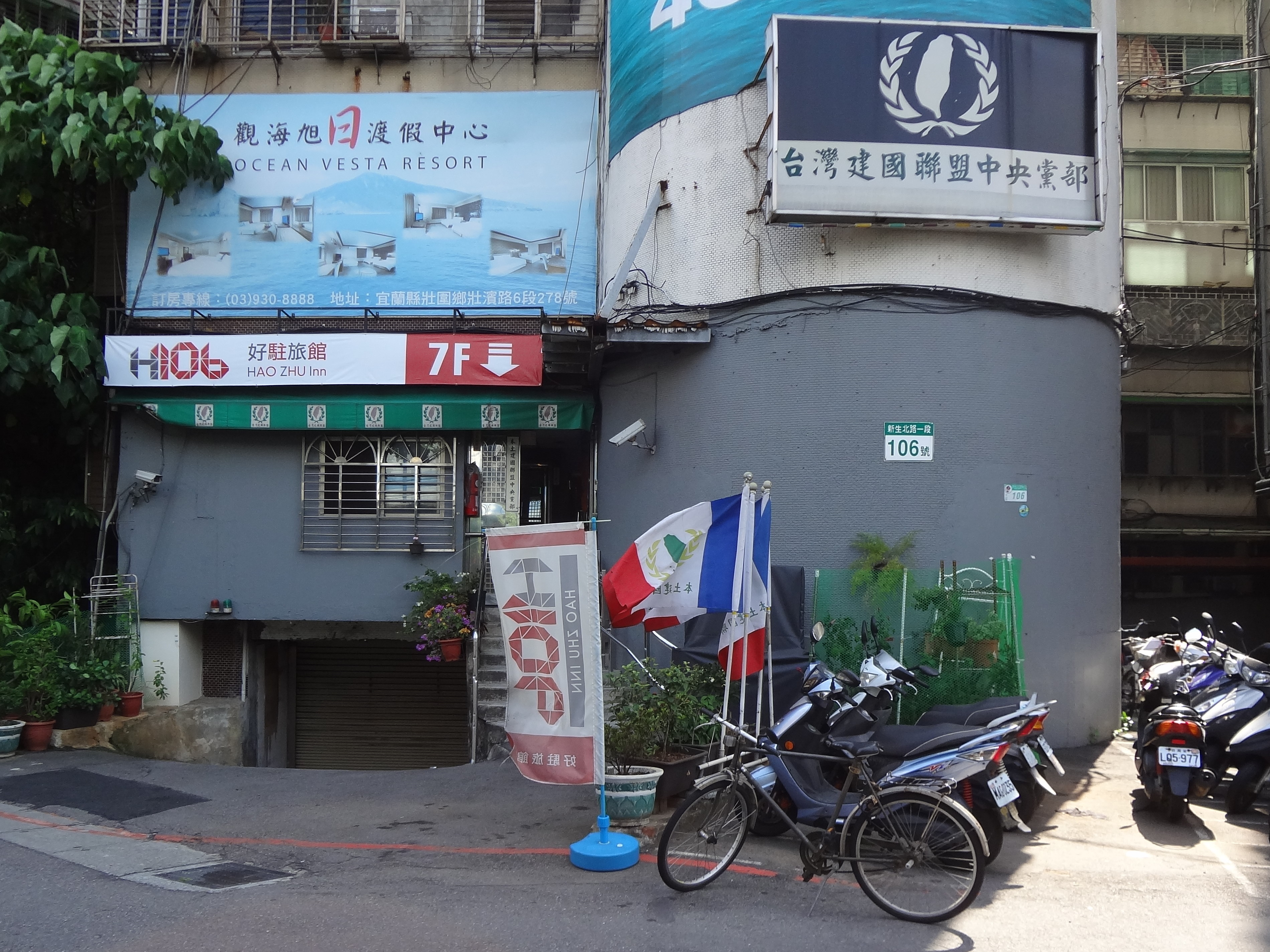
本土建國聯盟中央黨部

2016年4月，本土建國聯盟成立，中央黨部與台建同樣設於臺北市中山區新生北路一段106號1樓。

## 參照
- 中華民國政黨列表